# 血汗症
血汗症(英: hematidrosis, hematohidrosis)とは、皮膚から血液が滲み出る非常に稀な疾患。血汗症は死の危機などの極度のストレスによって引き起こされることがある。いくつかの歴史上の記述の中ではレオナルド・ダ・ヴィンチによるものが有名であり、戦闘前の兵士や突然の死刑宣告を受けた人々における血汗症の出現が記載されている。聖書の記述ではイエスはゲッセマネの園での祈りで血汗症を経験したとある（ルカ 22,44）。